# Höträsket (Sävars socken, Västerbotten, 713577-171514)
Höträsket är en sjö i Umeå kommun i Västerbotten och ingår i Sävaråns huvudavrinningsområde. Sjön har en area på 0,515 kvadratkilometer och ligger 177 meter över havet. Sjön avvattnas av vattendraget Norsån. Vid provfiske har bland annat abborre, gers, gädda och lake fångats i sjön.

## Delavrinningsområde
Höträsket ingår i det delavrinningsområde (713672-171481) som SMHI kallar för Utloppet av Höträsket. Medelhöjden är 204 meter över havet och ytan är 3,35 kvadratkilometer. Räknas de 17 avrinningsområdena uppströms in blir den ackumulerade arean 140,82 kvadratkilometer. Norsån som avvattnar avrinningsområdet har biflödesordning 2, vilket innebär att vattnet flödar genom totalt 2 vattendrag innan det når havet efter 64 kilometer. Avrinningsområdet består mestadels av skog (60 procent) och öppen mark (12 procent). Avrinningsområdet har 0,52 kvadratkilometer vattenytor vilket ger det en sjöprocent på 15,4 procent.

## Fisk
Vid provfiske har följande fisk fångats i sjön:
- Abborre
- Gärs
- Gädda
- Lake
- Löja
- Mört
- Nors
- Siklöja